# بيروكساسلفون
بيروكساسلفون (بالإنجليزية: Pyroxasulfone) هو مبيد أعشاب سابق للظهور يمنع إنتاج الأحماض الدهنية طويلة السلسلة في النباتات. خَدَمَ هيكل مبيد الأعشاب الحالي بينثيوكارب (بالإنجليزية: thiobencarb) كأساسٍ للتطوير ولكن بيروكساسولفون يتطلب جرعة أقل (100-25 جم/هكتار) وهو أكثر استقرارًا مما يؤدي إلى فعالية أطول. اعتبارًا من 2016 تم تسجيله للاستخدام في اليابان وأستراليا والولايات المتحدة الأمريكية وكندا والمملكة العربية السعودية وجنوب إفريقيا وكان يستخدم في المحاصيل بما في ذلك الذرة وفول الصويا والقمح والقطن. في عام 2015 تم تطبيقه على أكثر من 6 ملايين هكتار من الأراضي. بيروكساس سلفون هو من فئة كيميائية جديدة ولكن له طريقة عمل مماثلة لمبيدات الأعشاب مثل ميتولاكلور ، أسيتوكلور ودايميثيناميد. يستخدم بشكل أساسي للسيطرة على الحشائش السنوية ولكنه فعال أيضًا ضد الأعشاب عريضة الأوراق بما في ذلك عشب الخروف (Chenopodium berlandieri) وعشب الخنزير وعشب الماء وغير ذلك.